# متعدد وجوه محتتن
في الهندسة، لمتعدد الوجوه المحتتن (بالإنجليزية: Uniform polyhedron) مضلعاتٍ منتظمةٍ وجوهًا وهو انتقالي الرؤوس — يوجد تقايس يُحوِّل أي رأس إلى رأسٍ آخر. ومن ثم فإن جميع رؤوسه متطابقة. يمكن أن تكون متعددات الوجوه المحتتنة منتظمة (إذا كانت أيضًا انتقالية الوجوه والأحرف)، أو شبه منتظمة (إذا كانت أيضًا انتقالية الأحرف ولكنها ليست انتقالية الوجوه)، أو نصف منتظمة (إذا لم تكن انتقالية الأحرف ولا انتقالية الوجوه). لا يلزم أن تكون الوجوه والرؤوس محدبة، لذا فإن العديد من متعددات الوجوه المحتتنة هي أيضًا متعددات وجوه نجمية.
هناك صنفان لانهائيان من متعددات الوجوه المحتتنة، بالإضافة إلى 75 متعدد وجوه آخر. يوجد صنفان لا نهائيان من المواشير والمواشير التخالفية، متعددات الوجوه المحدبة كما في 5 مجسمات أفلاطونية و13 مجسم أرخميدي — 2 شبه منتظم و11 نصف منتظم — متعددات الوجوه النجمية غير المحدبة كما في 4 متعددات وجوه كبلر وبوانسو و53 متعدد وجوه نجمي محتتن — 14 شبه منتظم و39 نصف منتظم. هناك أيضًا العديد من متعددات الوجوه المتجانسة المُتردِّيَة ذات أزواج من الأحرف المتطابقة، بما في ذلك واحد اكتشفه جون سكيلنغ يسمى مُوَازِي الوجوه الاثنا عشري المعيني المزدوج مضاعف الفطس العظيم، وهو شكل سكيلنغ.
متعددات الوجوه الثِّنْوِيَّة ومتعددات الوجوه المحتتنة هي مجسمات انتقالية الوجوه (متساوية الوجوه) ولها أشكال رؤوس منتظمة، وتُصنَّف عمومًا بالتوازي مع متعددات الوجوه الثِّنْوِيَّة (المحتتنة) الخاصة بها. إن ثِنْوِيَّ متعدد الوجوه المنتظم هو منتظم أيضًا، في حين أن ثِنْوِيَّ مجسم أرخميدي هو مجسم كاتالان.
يعد مفهوم متعدد الوجوه المحتتنة حالة خاصة لمفهوم متعدد الأكناف المنتظم، والذي ينطبق أيضًا على الأشكال المغلقة في الفضاء العالي الأبعاد (أو المنخفض الأبعاد).